# ماونت ورنون (ویسکانسین)
ماونت ورنون (به انگلیسی: Mount Vernon) یک منطقهٔ مسکونی در ایالات متحده آمریکا است که در ویسکانسین واقع شده‌است. ماونت ورنون ۲۸۱٫۹۴ متر بالاتر از سطح دریا واقع شده‌است.